# Andreas Mawrojanis
Andreas D. Mawrojanis, gr. Ανδρέας Δ. Μαυρογιάννης (ur. 20 lipca 1956 w Agrosie) – cypryjski dyplomata i prawnik, kandydat w wyborach prezydenckich.

## Życiorys
Ukończył studia prawnicze na Uniwersytecie Arystotelesa w Salonikach (1980). Uzyskał magisterium z socjologii na Université Paris-Nanterre (1981) oraz z prawa międzynarodowego (1982) i nauk politycznych (1985) na Université Paris-Panthéon-Assas. Został też absolwentem Haskiej Akademii Prawa Międzynarodowego (1984), doktoryzował się z socjologii polityki na Université Paris-Nanterre (1985). Początkowo pracował jako nauczyciel akademicki, w 1987 dołączył do cypryjskiej służby dyplomatycznej. Pełnił funkcje ambasadora w Irlandii (1997–1999) oraz we Francji (1999–2002), szefa gabinetu ministra (1995–1997 i 2002–2003), stałego przedstawiciela Cypru przy ONZ (2003–2008) i przy Unii Europejskiej (2008–2011).
W latach 2011–2013 zajmował stanowisko wiceministra do spraw europejskich w administracji prezydenta Dimitrisa Christofiasa. W 2013 był następnie stałym sekretarzem ministerstwa spraw zagranicznych, po czym w tym samym roku objął funkcję cypryjskiego negocjatora do spraw rozwiązania tzw. problemu cypryjskiego. Pełnił ją do czasu swojej rezygnacji w 2022. W międzyczasie w 2019 ponownie został stałym przedstawicielem Cypru przy ONZ, sprawował ten urząd do 2021.
W lutym 2023 kandydował w wyborach prezydenckich (z poparciem lewicowej partii AKEL). W pierwszej turze głosowania zajął drugie miejsce z wynikiem 29,6% głosów. W drugiej turze przegrał z Nikosem Christodulidisem, otrzymując 48,1% głosów.

## Odznaczenia
- Oficer Legii Honorowej (2015)[2]